# Římskokatolická farnost Hory Matky Boží
Římskokatolická farnost Hory Matky Boží je zaniklým územním společenstvím římských katolíků v rámci sušicko-nepomuckého vikariátu českobudějovické diecéze. Farnost zanikla k 31. prosinci 2019, jejím právním nástupcem se stala farnost Velhartice.

## O farnosti

### Historie
Hory Matky Boží (latinsky Montes Mariani) byly od dob Ludvíka Jagellonského královským horním městem, ač samostatná duchovní správa zde neexistovala. Město bylo přifařeno do Petrovic. Až v roce 1762 byla v místě zřízena administratura s vlastním knězem. Ta byla v roce 1857 povýšena na samostatnou farnost.

### Současnost
| Kostel                   | Místo           | Bohoslužba             | Bohoslužba                                    | Poznámka     |
| ------------------------ | --------------- | ---------------------- | --------------------------------------------- | ------------ |
| Kostel Jména Panny Marie | Hory Matky Boží | neděle                 | 11.00 (střídavě Mše svatá a bohoslužba slova) | farní kostel |
| Kaple sv. Václava        | Mokrosuky       | neslouží se pravidelně | neslouží se pravidelně                        | obecní kaple |